# صابون الليثيوم
صابون الليثيوم (يعرف أيضاً باسم شحم الليثيوم أو أبيض الليثيوم) هو عبارة عن ملح الليثيوم لحمض دهني واحد أو مزيج من عدة أحماض دهنية. يدخل صابون الليثيوم بشكل أساسي في تركيب شحوم التزليق التي تتحمل درجات عالية، إذ أن أملاح الليثيوم للأحماض الدهنية تنصهر حوالي 200 °س.

## الخصائص
إن الصابون بالمفهوم العادي المستخدم في التنظيف يكون عبارة عن أملاح صوديوم أو البوتاسيوم للأحماض الدهنية، في حين أن صوابين الليثيوم أو الكالسيوم تستخدم في مجال التزليق وذلك لارتفاع نقطة لانصهارها مما يجعلها على الشكل الصلب عند درجات حرارة مرتفعة نسبياً. من المكونات الأساسية لصابون الليثيوم مركب ستيارات الليثيوم و12-هيدروكسي ستيارات الليثيوم.
يتميز الشحم الذي يحوي صابون الليثيوم في تركيببه بأنه يلتصق بشكل جيد على المعدن، وبأنه غير أكّال، ويمكن استخدامه لحمولات مرتفعة، وأنه يتحمل درجات حرارة عالية. تتراوح نقطة التسيل لصابون الليثيوم بين 190 و 220 °س، وهو يقاوم الرطوبة بشكل جيد.
| أملاح ليثيوم لعدة أحماض دهنية مختلفة        |
| .زيتات الليثيوم، ملح الليثيوم لحمض الزيتيك. |
| نخلات الليثيوم، ملح الليثيوم لحمض النخليك.  |
| شمعات الليثيوم، ملح الليثيوم لحمض الشمعيك.  |

## التحضير
إن تفاعل تصبن الدهون والزيوت الطبيعية مع هيدروكسيد الليثيوم يعطي مزيج من أملاح الليثيوم للأحماض الدهنية والغليسرين. إن نسبة أنيونات الأحماض الدهنية في المزيج تعتمد على طبيعة ثلاثي الغليسريد المستخدم.
لتحضير صابون ليثيوم من حمض دهني واحد ينبغي إضافة هيدروكسيد الليثيوم بكميات قياسية إلى الحمض الدهني النقي. كمثال على ذلك، ملح الليثيوم لحمض الشمعيك (شمعات الليثيوم أو ستيارات الليثيوم)، والذي يكون عبارة عن مسحوق عديم اللون، وقابل للانحلال في الماء والايثانول.

## الاستخدامات
يستخدم صابون الليثيوم بأشكاله المختلفة كمادة مثخنة في تركيب شحوم التزليق ذات الأساس الزيتي العالية الجودة.
يستخدم صابون الليثيوم في تركيب الشموع وفي إنتاج أقلام الرصاص.